# Тимчасове позначення астероїда
При спостереженні нового астероїда йому надають тимчасове позначення — літерно-цифровий код — у якому закодовано рік і місяць спостереження. Через якийсь час, після завершення перевірки й обчислення орбіти астероїда йому надають постійний номер, під яким його заносять у каталог. Після цього астероїду можуть надати власну назву.

## Відкриття й надання позначень
Усе починається зі спостереження об'єкта, який виявляє рух на тлі віддалених зір. Зазвичай необхідно зробити кілька спостережень, бажано не менше, ніж за дві ночі. Такі спостереження оперативно передають у «Центр малих планет», який відразу ж розсилає інформацію про можливе відкриття іншим спостерігачам, і надає спостереженню тимчасове позначення.
Починаються спроби зіставити спостережуваний об'єкт з іншими (ранішими) спостереженнями, які ще не мають даних про орбіту. Якщо заявлений астероїд справді ні з чим не збігається, і для нього набирається достатня кількість спостережень, щоб визначити орбіту, то йому надають постійне позначення (зазвичай, це порядковий номер).
Після надання порядкового номера може починатися процедура вибору назви. Традиційно власну назву для нового об'єкта пропонують його першовідкривачі, які мають обґрунтувати свою пропозицію.

## Структура тимчасового позначення
Сьогодні кожен новий виявлений об'єкт отримує попереднє позначення, що починається з року відкриття. Далі слідує літерний код із двох літер латинського алфавіту, за винятком літери «І», щоб уникнути плутанини, оскільки ця буква одночасно схожа на букву «J» і на одиницю 1.
Перша буква літерного коду позначає, у якій половині місяця було зроблено спостереження, а оскільки місяців дванадцять, то використовується 24 літери, окрім «Z», якій просто нічого позначати, тому букви в позначеннях закінчуються на передостанній букві «Y».
Друга буква визначає простий порядковий номер відкриття в заданому часовому інтервалі. До першої половини місяця відносяться числа строго з 1 по 15 включно, незалежно від того, скільки днів у другій половині. У цьому випадку літера «І» знову пропускається, але зате «Z» тепер уже використовується, що дає можливість позначити 25 спостережень від А до Z за одну половину місяця.
| Значення другої літери |   |   |   |   |   |   |   |   |    |    |    |    |    |    |    |    |    |    |    |    |    |    |    |    |
| A                      | B | C | D | E | F | G | H | J | K  | L  | M  | N  | O  | P  | Q  | R  | S  | T  | U  | V  | W  | X  | Y  | Z  |
| 1                      | 2 | 3 | 4 | 5 | 6 | 7 | 8 | 9 | 10 | 11 | 12 | 13 | 14 | 15 | 16 | 17 | 18 | 19 | 20 | 21 | 22 | 23 | 24 | 25 |

Якщо ж у цій половині місяця було більше 25 спостережень, то до позначення додають індекс, який показує скільки разів була використана дана послідовність літер, таким чином, кількість спостережень у цій половині місяця визначається множенням індексу на 25 (кількість використаних букв) плюс номер самої букви в даній послідовності. Наприклад, якщо в другій половини березня 2000 було 25 спостережень астероїдів, вони отримують тимчасові позначення 2011 FA, 2011 FB, … 2011 FY 2011 FZ; наступні спостереження в цьому році в даній половині місяця (з 26 по 50) матимуть позначення 2011 FA1, 2011 FB1 … 2011 FZ1; наступні 25 отримають позначення 2011 FA2, … 2011 FZ2 і так далі.
| Значення індексу |    |    |     |     |     |     |     |     |     |     |     |     |     |     |     |     |     |     |     |     |     |     |     |     |     |     |   |        |
| 1                | 2  | 3  | 4   | 5   | 6   | 7   | 8   | 9   | 10  | 11  | 12  | 13  | 14  | 15  | 16  | 17  | 18  | 19  | 20  | 21  | 22  | 23  | 24  | 25  | 26  | 27  | … | n      |
| 25               | 50 | 75 | 100 | 125 | 150 | 175 | 200 | 225 | 250 | 275 | 300 | 325 | 350 | 375 | 400 | 425 | 450 | 475 | 500 | 525 | 550 | 575 | 600 | 625 | 650 | 675 | … | 25 * n |

Часто не вдається відразу зіставити спостережуваний астероїд із ранішими спостереженнями, і його реєструють під новим тимчасовим позначенням. У результаті у деяких астероїдів може бути відразу кілька тимчасових позначень. Так, у астероїда (1732) Хейке їх аж тринадцять: +1943 EY, 1934 LC, 1935 TD, FC, Гб, NR1, 1951 WW, ME; 1961 TU1, 1966 QJ, 1971 QY1, A906 FA, A924 PB.

### Приклад 1
Найпростіший випадок: 1990 YL — астероїд був відкритий в 1990 році в другій половині грудня (Y), причому це було 11-те (L) спостереження астероїда в другій половині грудня.

### Приклад 2
Складніший випадок: 1974 FV1 — рік відкриття 1974, друга половина березня (F), причому це був 46-й астероїд (V), який спостерігали в другій половині березня. Про це говорить наявність індексу 1, який показує, що прийнята послідовність із 25 букв була використана один раз, а буква V вказує, що до 25 треба додати ще 21 — виходить 46.

### Приклад 3
Останнім часом кількість відкритих астероїдів різко зросла, і за один місяць часом відкривають дуже багато астероїдів. У результаті з'явилися астероїди з тризначними індексами, наприклад 2002 TU206. Тут рік відкриття — 2002, сам астероїд відкрито в першій половині жовтня і це був 5170-й астероїд, відкритий у першій половині цього місяця (5170 = 206 × 25 + 20, де 206 — індекс, 25 — число використовуваних букв, а 20 — порядковий номер букви U в послідовності).

## Постійна нумерація
Після обчислення орбіти астероїд визнають відкритим і надають йому постійний номер, під яким заносять у каталог, причому нумерація далеко не завжди йде в порядку відкриття.

## Назви
Перші астероїди традиційно називали іменами персонажів грецької та римської міфології, але оскільки кількість відкритих астероїдів швидко зростала, то назв дуже скоро стало не вистачати. Астероїди стали називати спочатку жіночими іменами, а потім — прізвищами людей із високою і міцною міжнародною репутацією, але не раніше трьох років після їх смерті. Назви астероїдів не продають[джерело?], право вибору і затвердження назв залишається за відповідною робочою групою МАС.
У цілому правила іменування досить гнучкі, головним обмеженням є кількість символів у назві, яка не може перевищувати 18.
- слід уникати складних іменників
- має легко вимовлятися в більшості мов
- не має бути образливим для будь-якої людини або нації
- ім'я не має використовуватися для позначення інших космічних тіл
- не слід використовувати імена політиків чи військових, якщо вони не померли понад півстоліття тому
- не рекомендується називати астероїди на честь своїх домашніх тварин.

Пропозиція назви має супроводжуватися пояснювальною запискою, у якій указується походження назви — на честь кого (або чого) астероїд пропонують назвати.
Залежно від групи, до якої належить астероїд, на назви можуть накладати певні обмеження. Так, троянські астероїди Юпітера називають тільки іменами героїв Троянської війни. Причому астероїди поділяють на дві групи — «греків» і «троянців» — і залежно від того, до якої з них належить астероїд, його називають або іменами грецьких учасників війни, або іменами мешканців Трої, які обороняли місто.
Назва стає офіційною[джерело?] після того, як її публікують і записують у каталог астероїдів.

## Інші позначення
Існують ще кілька способів позначення астероїдів які отримали більше чи менше поширення серед астрономів. Один із них був введений ще в 1925 році і використовувався для позначення деякого числа астероїдів виявлених до цієї дати. У ньому в позначенні року замість тисячі ставиться буква A. Наприклад астероїд A904 OA, який є 26-м астероїдом, відкритим у другій половині липня 1904 року.
У період з 1960 по 1977 роки проводилося чотири великомасштабних дослідження з пошуку астероїдів, і ті з них, які були відкриті в результаті проведення цих досліджень, отримали власну систему позначень, що складається з порядкового номера та ідентифікатора — скороченої назви дослідження, в результаті якого астероїд був відкритий. Прикладом можуть служити астероїди 2780 P-L, 3138 T-1, 1010 T-2 і 2400 T-3.

## Розвиток системи позначень
Перші чотири астероїди були відкриті на початку XIX століття, після чого нові астероїди довгий час виявити не вдавалося. Тому у тодішніх астрономів не було практично жодних підстав вважати, що, окрім них, між орбітами Марса і Юпітера існує ще кілька сотень тисяч астероїдів меншого розміру. Тому цим тілам поряд із Місяцем, Землею і іншими планетами, за традицією, ставили присвоювати спеціальні символи, які були у всіх великих планет Сонячної системи. Церера отримала стилізований символ серпа, Паллада — ромб із перекресленою ручкою, Юнона — перекреслена ручка увінчана зірочкою і Веста — священний вівтар вогню.
Незабаром, однак, стало очевидним, що продовжувати присвоювати символи астероїдів зовсім непрактично і що це ускладнює класифікацію цих об'єктів — на той час кількість відкритих астероїдів перевалила за кілька десятків. У 1851 році німецький астроном Йоганн Енке запропоноував нову систему позначень, згідно з якою замість символів астероїдів присвоювався порядковий номер їх відкриття, укладений у круглі дужки. Але сам Йоганн Енке почав нумерацію не з 1-го, а з 5-го астероїда Астреї, у той час як перші чотири раніше позначалися за допомогою символів і були включені в цю систему лише в 1867 році.
Ця система швидко набула великої популярності в астрономічному співтоваристві і відтоді офіційним[усталений термін?] позначенням астероїда стала його назва з порядковим номером перед нею у круглих дужках. Однак, навіть після прийняття цієї системи деяким астероїдам ще продовжували присвоюватися символи: (28) Беллона, (35) Левкофея і (37) Фідес. Хоча в публікаціях «Webster's A Dictionary of the English Language» ще зустрічалися нові символи для таких астероїдів як (16) Психея (17) Фетіда (26) Прозерпіна і (29) Амфітріта ніде, крім як у публікаціях першого міжнародного астрономічного журналу Astronomische Nachrichten, вони не згадувалися.
Протягом другої половини XIX століття використовувалися кілька варіантів позначень, у тому числі з використання різних астрономічних символів. Система тимчасових позначень у нинішній формі вперше згадується в журналі Astronomische Nachrichten в 1892 році. На той час тимчасове позначення складалося з року й однієї літери, що позначала порядковий номер відкриття.
У 1893 році з'ясувалося, що 25 літер вже не вистачає, тому запровадили дволітерні позначення: AA, AB, … AZ, BA і так далі. Наприклад, … 1893 Z; 1893 AA; 1893 AB. При чому послідовність літерних позначень не перезапускалася щороку, і за останнім астероїдом, відкритим в 1983 році (+1893 AP), перший астероїд, відкритий в 1984 році, позначили 1894 AQ. Однак 1916 року й ця система вичерпала свій резерв, коли відкрили астероїд із дволітерним кодом ZZ. Запроваджувати трилітерні позначення тоді не стали — було вирішено просто перезапустити вже існуючу систему і наступний відкритий астероїд отримав позначення AA (1916 AA).
Оскільки між отриманням фотознімків і виявленням на них астероїда (як у випадку з Фебою), або між виявленням астероїда і доставкою повідомлення про це, іноді минала досить значна кількість часу, то виникла потреба модернізувати створену систему позначень. Адже й досі нумерація спостережень іде з моменту реєстрації повідомлення про виявлення, а не з моменту його фактичного виявлення. Була зроблена досить незграбна спроба вирішити цю проблему написанням після року відкриття малих літер наприклад 1915 a і 1917 b. А в 1914 році спробували почати використовувати додатково літеру грецького алфавіту p (Uccle), але ці нововведення не прижилися.
Існували й інші системи позначень. Наприклад, під час Першої світової війни астрономи Сімеїзької обсерваторії в Криму не мали зв'язку з Інститутом обчислювальної астрономії в німецькому Гайдельберзі, де реєстрували спостереження астероїдів за міжнародною системою тимчасових позначень. Тому вони розробили свою систему тимчасових позначень. Відповідно до цієї системи, позначення записували в форматі «рік Σномер», наприклад, 1916 Σ27. У сучасних каталогах грецьку літеру Σ (сигма) замінюють на латинську S, тобто, замість 1916 Σ27 пишуть 1916 S27.